# راينر فيلاند
راينر فيلاند (بالألمانية: Rainer Wieland )‏ (و. 1957  م) هو سياسي ألماني، ولد في شتوتغارت، هو عضوٌ في الاتحاد الديمقراطي المسيحي، شارك في الانتخابات الرئاسية الألمانية 2010.

## مناصب
تولى منصب عضو في البرلمان الأوروبي (منذ 25 مايو 2014)
- عضو في البرلمان الأوروبي (14 يوليو 2009–30 يونيو 2014)[3]
- عضو في البرلمان الأوروبي (20 يوليو 2004–13 يوليو 2009)[3]
- عضو في البرلمان الأوروبي (20 يوليو 1999–19 يوليو 2004)[3]
- عضو في البرلمان الأوروبي (10 أكتوبر 1997–19 يوليو 1999).[3]

## جوائز
حصل على جوائز منها:
- صليب وسام الاستحقاق من جمهورية ألمانيا الاتحادية (2009).